# Mecheln (Adelsgeschlecht, Ahlen)

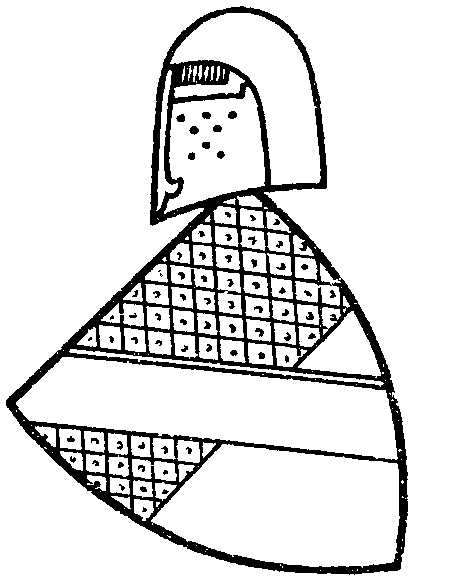
Wappen derer von Mecheln im Wappenbuch des Westfälischen Adels

Mecheln (auch Mechelen, Mechel o. ä.) ist der Name eines erloschenen westfälischen Adelsgeschlechts.
Die Familie ist von dem namensgleichen, aber wappenverschiedenen Adelsgeschlecht Mecheln zu Haus Sandfort zu unterscheiden. Während in der Literatur üblicherweise von zwei unterschiedlichen Geschlechtern ausgegangen wird, vertritt Max von Spießen die These, dass es sich um ein Geschlecht gehandelt haben soll, das ab etwa 1400 sein Wappen änderte. Ob die gleichnamigen Burgmänner zu Kamen dem ersten oder dem zweiten Geschlecht angehörten, ist unbekannt.

## Geschichte
Das Geschlecht hatte seinen namensgebenden Stammsitz bei Ahlen im Münsterland. Erstmals erscheint die Familie 1246 mit Konrad von Mecheln. 1348 treten auf ein Engelbertus de Mechel und Cort von Mecheln. Ob es sich bei dem Erstgenannten um denselben Engelbert de Mechel handelte, der 1359 zum Gefolge des Edelherrn Hermann von Rüdenberg gehörte, ist unklar.
Laut Leopold von Ledebur und Ernst Heinrich Kneschke erlosch das Geschlecht im 15. Jahrhundert. Der Letzte im Mannesstamm war ein Konrad von Mecheln. Er hinterließ die Familiengüter seiner Mutter, Gysela von der Sünger, verwitwete von Mecheln, geb. von Gimpte. Diese verkaufte die Güter in Ahlen, Vorhelm, Hoetmar und Oelde 1491 an Lambert von Oer zu Kakesbeck.

## Wappen
Blasonierung: Geteilt (oder mit Schildhaupt?), von einem Schrägrechtsbalken überzogen. Tingierung und Helmzier sind nicht überliefert. Teilweise zeigt das Wappen anstatt einer Teilung bzw. eines Schildhaupts einen Turnierkragen.